# Harakat
Harakat (حركات) albo taszkil (تشكيل) – system wokalizacji spółgłosek arabskiego alfabetu przy pomocy dodatkowych znaków diakrytycznych. System ten jest jednak używany prawie wyłącznie w Koranie i w podręcznikach.

## Znaki diakrytyczne harakatu to

### Fatha i fathatan
Fatha jest znakiem opcjonalnym oddającą głoskę „a”. Z następującym po niej alifem długie „a”.

Fathatan jest znakiem opcjonalnym stosowanym w niektórych przypadkach biernika w celu oddania końcówki „-an”.

### Kasra i kasratan
Kasra jest znakiem opcjonalnym oddającą głoskę „i”. Z następującym po niej ي (yāʾ) długie „i”.

Kasratan jest znakiem opcjonalnym stosowanym w niektórych przypadkach celownika w celu oddania końcówki „-in”.

### Damma i dammatan
Damma jest znakiem opcjonalnym oddającą głoskę „u”. Z następującym po niej و (wāw) długie „u”.

Dammatan jest znakiem opcjonalnym stosowanym w niektórych przypadkach mianownika w celu oddania końcówki „-un”.

### Sukun
Sukun, w odróżnieniu od wyżej opisanych, ma jako cel wskazanie, że po spółgłosce nad którą stoi nie następuje samogłoska.

### Szadda lub taszdid
Szadda ma za zadanie wskazania, iż spółgłoska nad którą stoi wymawiana jest podwójnie (jak np. „d” w wyrazie „szadda”).

### Wasla
Wasla jest znakiem stojącym niekiedy nad alifem na początku wyrazów. Oznacza, iż samogłoska na początku wyrazu (z wyjątkiem w absolutnym nagłosie lub na początku zdania) nie jest wymawiana.

## Unikody
- fatha: U+064E
- fathatan: U+064B
- kasra: U+0650
- kasratan: U+064D
- damma: U+064F
- dammatan: U+064C
- sukun: U+0652
- szadda: U+0651
- alif wasla: U+0671